# 保拉·佩佐
保拉·佩佐（義大利語：Paola Pezzo，1969年1月8日—），意大利女子自行车运动员。她曾代表意大利参加1996年和2000年夏季奥林匹克运动会自行车比赛，共获得二枚金牌。